# バッハ・コレギウム・ジャパン
バッハ・コレギウム・ジャパン（英語: Bach Collegium Japan；略称: BCJ）は、バロック音楽を専門とする日本の古楽器オーケストラおよび合唱団である。

## 沿革・概要
1990年4月に鈴木雅明によって設立され、1995年以来ヨハン・ゼバスティアン・バッハのカンタータの全曲録音シリーズをBISレーベルより発売しており、リリースは数十枚にのぼる。2018年より、鈴木優人が首席指揮者に就任した。
BCJは毎年バッハのカンタータと器楽曲のプログラムを演奏している。2000年のバッハ没後記念250年には、サンティアゴ・デ・コンポステーラ、テルアビブ、ライプツィヒ、メルボルンといった都市のフェスティバルに参加し、国際的に活動の幅を広げている。最近では、イタリア、スペイン、アメリカ合衆国、韓国、ドイツでバッハのカンタータ、マニフィカト、マタイ受難曲、ヨハネ受難曲を含んだ演奏会を行っている。

## 受賞
- 1999年、モービル音楽賞受賞。
- 2014年、サントリー音楽賞受賞。